# Tinlot
Tinlot är en kommun i Belgien.   Den ligger i provinsen Liège och regionen Vallonien, i den östra delen av landet, 80 km sydost om huvudstaden Bryssel. Antalet invånare är 2 567.
Trakten runt Tinlot består till största delen av jordbruksmark. Runt Tinlot är det ganska tätbefolkat, med 62 invånare per kvadratkilometer.